# Coppa del Mondo juniores di slittino 2015
La Coppa del Mondo juniores di slittino 2014/15, ventiduesima edizione della manifestazione organizzata dalla Federazione Internazionale Slittino, è iniziata il 4 dicembre 2014 a Whistler, in Canada e si è conclusa il 7 febbraio 2015 a Winterberg, in Germania. Si sono disputate ventitré gare: sei nel singolo uomini, nel singolo donne e nel doppio e cinque nella gara a squadre in sei differenti località. La tappa di Oberhof ha assegnato anche il titolo europeo di categoria.
L'appuntamento clou della stagione sono stati i campionati mondiali juniores 2015 disputatisi sulla pista olimpica di Lillehammer, in Norvegia, competizione non valida ai fini della Coppa del Mondo.

## Risultati

### Singolo uomini
| Data             | Località   | Nazione     | Primo classificato           | Secondo classificato    | Terzo classificato         |
| ---------------- | ---------- | ----------- | ---------------------------- | ----------------------- | -------------------------- |
| 5 dicembre 2014  | Whistler   | Canada      | Alexander Ferlazzo Australia | Sebastian Bley Germania | Roman Repilov Russia       |
| 7 dicembre 2014  | Whistler   | Canada      | Sebastian Bley Germania      | Roman Repilov Russia    | Paul-Lukas Heider Germania |
| 16 dicembre 2014 | Park City  | Stati Uniti | Roman Repilov Russia         | Jonas Müller Austria    | Nico Gleirscher Austria    |
| 25 gennaio 2015  | Oberhof    | Germania    | Sebastian Bley Germania      | Roman Repilov Russia    | Nico Gleirscher Austria    |
| 31 gennaio 2015  | Igls       | Austria     | Theo Gruber Italia           | Nico Gleirscher Austria | Markus Hummer Germania     |
| 7 febbraio 2015  | Winterberg | Germania    | Sebastian Bley Germania      | Markus Hummer Germania  | Anton Dukač Ucraina        |

### Singolo donne
| Data             | Località   | Nazione     | Prima classificato      | Seconda classificata      | Terza classificata          |
| ---------------- | ---------- | ----------- | ----------------------- | ------------------------- | --------------------------- |
| 5 dicembre 2014  | Whistler   | Canada      | Jessica Tiebel Germania | Saskia Langer Germania    | Julia Taubitz Germania      |
| 7 dicembre 2014  | Whistler   | Canada      | Julia Taubitz Germania  | Jessica Tiebel Germania   | Viktorija Demčenko Russia   |
| 16 dicembre 2014 | Park City  | Stati Uniti | Jessica Tiebel Germania | Viktorija Demčenko Russia | Julia Taubitz Germania      |
| 25 gennaio 2015  | Oberhof    | Germania    | Jessica Tiebel Germania | Viktorija Demčenko Russia | Saskia Langer Germania      |
| 31 gennaio 2015  | Igls       | Austria     | Julia Taubitz Germania  | Jessica Tiebel Germania   | Svenja Östreicher Germania  |
| 7 febbraio 2015  | Winterberg | Germania    | Madeleine Egle Austria  | Saskia Langer Germania    | Katrin Heinzelmeier Austria |

### Doppio
| Data             | Località   | Nazione     | Primo classificato                         | Secondo classificato                           | Terzo classificato                       |
| ---------------- | ---------- | ----------- | ------------------------------------------ | ---------------------------------------------- | ---------------------------------------- |
| 4 dicembre 2014  | Whistler   | Canada      | Stanislav Mal'cev Oleg Faschutdinov Russia | Florian Löffler Manuel Stiebing Germania       | Evgenij Evdokimov Aleksej Grošev Russia  |
| 6 dicembre 2014  | Whistler   | Canada      | Nico Semmler Johannes Pfeiffer Germania    | Evgenij Evdokimov Aleksej Grošev Russia        | Florian Löffler Manuel Stiebing Germania |
| 15 dicembre 2014 | Park City  | Stati Uniti | Stanislav Mal'cev Oleg Faschutdinov Russia | Evgenij Evdokimov Aleksej Grošev Russia        | Nico Semmler Johannes Pfeiffer Germania  |
| 24 gennaio 2015  | Oberhof    | Germania    | Florian Löffler Manuel Stiebing Germania   | Kristens Putins Kārlis Krišs Matuzels Lettonia | Evgenij Evdokimov Aleksej Grošev Russia  |
| 30 gennaio 2015  | Igls       | Austria     | David Trojer Philip Knoll Austria          | Nico Semmler Johannes Pfeiffer Germania        | Evgenij Evdokimov Aleksej Grošev Russia  |
| 6 febbraio 2015  | Winterberg | Germania    | David Trojer Philip Knoll Austria          | Florian Löffler Manuel Stiebing Germania       | Evgenij Evdokimov Aleksej Grošev Russia  |

### Gara a squadre
| Data             | Località   | Nazione     | Prima classificata                                                            | Seconda classificata                                                                | Terza classificata                                                                  |
| ---------------- | ---------- | ----------- | ----------------------------------------------------------------------------- | ----------------------------------------------------------------------------------- | ----------------------------------------------------------------------------------- |
| 7 dicembre 2014  | Whistler   | Canada      | Russia Viktorija Demčenko Roman Repilov Evgenij Evdokimov / Aleksej Grošev    | Germania Jessica Tiebel Sebastian Bley Nico Semmler / Johannes Pfeiffer             | Austria Madeleine Egle Nico Gleirscher David Trojer / Philip Knoll                  |
| 16 dicembre 2014 | Park City  | Stati Uniti | Russia Viktorija Demčenko Roman Repilov Stanislav Mal'cev / Oleg Faschutdinov | Germania Jessica Tiebel Sebastian Bley Nico Semmler / Johannes Pfeiffer             | Stati Uniti Raychel Germaine Riley Stohr Justin Krewson / Tristan Jeskanen          |
| 25 gennaio 2015  | Oberhof    | Germania    | Russia Viktorija Demčenko Roman Repilov Evgenij Evdokimov / Aleksej Grošev    | Lettonia Kendija Aparjode Kristers Aparjods Kristens Putins / Kārlis Krišs Matuzels | Austria Nina Prock Jonas Müller David Trojer / Philip Knoll                         |
| 31 gennaio 2015  | Igls       | Austria     | Austria Katrin Heinzelmaier Nico Gleirscher David Trojer / Philip Knoll       | Germania Julia Taubitz Markus Hummer Nico Semmler / Johannes Pfeiffer               | Lettonia Kendija Aparjode Kristers Aparjods Kristens Putins / Kārlis Krišs Matuzels |
| 7 febbraio 2015  | Winterberg | Germania    | Germania Saskia Langer Sebastian Bley Florian Löffler / Manuel Stiebing       | Austria Madeleine Egle Nico Gleirscher David Trojer / Philip Knoll                  | Russia Olesja Michajlenko Dmitrij Chalilov Evgenij Evdokimov / Aleksej Grošev       |

## Classifiche

### Singolo uomini
| Pos. | Nome              | Nazione  | WHI-1 | WHI-2 | PKC | OBE | IGL | WIN | Totale |
| ---- | ----------------- | -------- | ----- | ----- | --- | --- | --- | --- | ------ |
| 1    | Sebastian Bley    | Germania | 2     | 1     | 4   | 1   | 11  | 1   | 479    |
| 2    | Markus Hummer     | Germania | 6     | 7     | 5   | 4   | 3   | 2   | 366    |
| 3    | Nico Gleirscher   | Austria  | 10    | 4     | 3   | 3   | 2   | 10  | 357    |
| 4    | Roman Repilov     | Russia   | 3     | 2     | 1   | 2   | -   | -   | 340    |
| 5    | Paul-Lukas Heider | Germania | 4     | 3     | 8   | 6   | 9   | 5   | 316    |

### Singolo donne
| Pos. | Nome               | Nazione  | WHI-1 | WHI-2 | PKC | OBE | IGL | WIN | Totale |
| ---- | ------------------ | -------- | ----- | ----- | --- | --- | --- | --- | ------ |
| 1    | Jessica Tiebel     | Germania | 1     | 2     | 1   | 1   | 2   | 5   | 525    |
| 2    | Julia Taubitz      | Germania | 3     | 1     | 3   | 4   | 1   | 4   | 460    |
| 3    | Saskia Langer      | Germania | 2     | 11    | 5   | 3   | 6   | 2   | 384    |
| 4    | Madeleine Egle     | Austria  | 4     | 4     | 4   | -   | 4   | 1   | 340    |
| 5    | Viktorija Demčenko | Russia   | 6     | 3     | 2   | 2   | -   | -   | 290    |

### Doppio
| Pos. | Nome                                | Nazione  | WHI-1 | WHI-2 | PKC | OBE | IGL | WIN | Totale |
| ---- | ----------------------------------- | -------- | ----- | ----- | --- | --- | --- | --- | ------ |
| 1    | Evgenij Evdokimov Aleksej Grošev    | Russia   | 3     | 2     | 2   | 3   | 3   | 3   | 450    |
| 2    | Nico Semmler Johannes Pfeiffer      | Germania | 4     | 1     | 3   | 4   | 2   | 5   | 430    |
| 3    | Florian Löffler Manuel Stiebing     | Germania | 2     | 3     | 7   | 1   | 9   | 2   | 425    |
| 3    | David Trojer Philip Knoll           | Austria  | 5     | 5     | 4   | 5   | 1   | 1   | 425    |
| 5    | Stanislav Mal'cev Oleg Faschutdinov | Russia   | 1     | 4     | 1   | 6   | 5   | 7   | 411    |

### Gara a squadre
| Pos. | Nazione     | WHI | PKC | OBE | IGL | WIN | Totale |
| ---- | ----------- | --- | --- | --- | --- | --- | ------ |
| 1    | Russia      | 1   | 1   | 1   | 4   | 3   | 430    |
| 2    | Germania    | 2   | 2   | 6   | 2   | 1   | 405    |
| 3    | Austria     | 3   | 4   | 3   | 1   | 2   | 385    |
| 4    | Stati Uniti | -   | 3   | 4   | 5   | -   | 185    |
| 5    | Lettonia    | -   | -   | 2   | 3   | DNF | 155    |